# Elezione del Presidente della Camera del 1968
L'elezione del presidente della Camera del 1968 per la V legislatura della Repubblica Italiana si è svolta il 5 giugno 1968.
Il presidente della Camera uscente è Brunetto Bucciarelli-Ducci, Presidente provvisorio è Alessandro Pertini, poi sostituito da Guido Gonella.
Presidente della Camera dei deputati, eletto al I scrutinio, è Alessandro Pertini.

## L'elezione

### Preferenze per Alessandro Pertini
| Scrutinio | Voti | Percentuale |
| --------- | ---- | ----------- |
| I         | 364  | 62,4%       |

## 5 giugno 1968

### I scrutinio
Per la nomina è richiesta la maggioranza assoluta dei votanti.
| Dati votazione | Dati votazione |                | Nome               | Nome | Voti |
| -------------- | -------------- | -------------- | ------------------ | ---- | ---- |
| Presenti       | 583            |                | Alessandro Pertini | 364  |      |
| Votanti        | 583            |                | Voti dispersi      | 3    |      |
| Astenuti       | 0              | Schede bianche | 215                |      |      |
| Maggioranza    | 292            | Schede nulle   | 1                  |      |      |

Risulta eletto: Alessandro Pertini (PSI)